# Proscoloplos
Proscoloplos is een geslacht van borstelwormen uit de familie van de Orbiniidae.

## Soorten
- Proscoloplos cygnochaetus Day, 1954

### Synoniemen
- Proscoloplos bondi Kelaher & Rouse, 2003 => Proscoloplos cygnochaetus Day, 1954
- Proscoloplos confusus Hartmann-Schröder, 1962 => Proscoloplos cygnochaetus Day, 1954